# Genband
Genband — американская частная компания, которая производит IP мультимедиа программное обеспечение и инфраструктурные продукты для операторов связи фиксированной проводной, мобильной и кабельной сети, а также крупных предприятий. Компания была образована в 1999 году с названием General Bandwidth. С 2010 года штаб-квартира располагается во Фриско, Техас.
Компания имеет крупные представительства в 50 странах и насчитывает более 1700 сотрудников. Оборудование GENBAND работает в сетях 80 из 100 крупнейших операторов связи.
В октябре 2017 года компания Genband слилась с компанией Sonus Networks, образовав компанию Ribbon Communications.

## История
Genband была образована в 1999 году с названием General Bandwidth Полом Карью, Брендоном Миллсом, Роном Лутцем и Стивом Райхом в городе Остин, Техас. Компания получила первоначальное финансирование в размере $ 12 млн от инвесторов и была частной с тех самых пор.
В 2004 году Чарльз Фогт присоединился к компании в качестве генерального директора и президента, и компания выросла с 80 человек до приблизительно 2200 человек к 2010 году.
В марте 2006 года General Bandwidth изменила своё название на GENBAND, Inc и перенесла свою штаб-квартиру в город Плейно, Техас. GENBAND началось как интегратор, продающий медиа-шлюзы G6 но позже появились подразделения, занимающиеся распространением решений IP-коммутации, IP-приложений, IMS и пограничных контроллеров сессий.
Компания расширила свой портфель продуктов через несколько приобретений. GENBAND выросла с $ 5 млн выручки в 2004 году до лидера сферы VoIP c рыночной долей $ 2,5 млрд к 2011 году, когда она была признана Inc. 5000 как самая быстрорастущая компания в течение пяти лет подряд.
В 2010 году доход GENBAND был 750 миллионов долларов США.

В сентябре 2013 года компанией был приобретён популярный сервис мобильной IP-телефонии Fring.

## Продукты
Решения для провайдеров и операторов связи
- Call session controller: CONTiNUUM
- Media gateways: CONTiNUUM
- Signal transfer point: CONTiNUUM
- Session Border Controller: QUANTiX
- Security Gateway: QUANTiX
- Diameter signaling controller: QUANTiX
- Application server: EXPERiUS
- Element management system: GENView
- WebRTC gateway: SpiDR
- Unified Communications as a Service (UCaaS) platform: NUViA
- Over-the-top (OTT) platform: fring

Решения для корпоративного рынка
- Application server: EXPERiUS
- Unified communications clients: GENcom
- Intelligent messaging manager: EXPERiUS
- Enterprise session border controller: QUANTiX
- Enterprise media gateway: CONTiNUUM
- WebRTC gateway: SPiDR

## Поглощения
- 2006: BayPackets[18][19] and Syndeo (Call Management Server and Media Gateway Controller)[20][21]
- 2006: Siemens DCO Switch Division and Technologies[18]
- 2007: Tekelec’s Switching Solutions Group
- 2008: Nokia Siemens Networks’ Surpass HiG media gateway product portfolio[22]
- 2008: NextPoint Networks (Session Border Controller)[23]
- 2010: Nortel Networks’ Carrier VoIP and applications solutions division
- 2011: Cedar Point Communications (Cable IP softswitch)
- 2012: Aztek Networks (IP Switching)
- 2013: Fring (Over-the-top mobile IP communications)